# Anna de Quervain
Anna de Quervain (* 18. Juli 1991; heimatberechtigt in Bern, Burgdorf und Vevey) ist eine Schweizer Politikerin (Grüne).

## Leben
Anna de Quervain ist in Burgdorf aufgewachsen. Sie studierte Kulturwissenschaften und Geschichte an den Universitäten Luzern und Neuenburg. De Quervain ist Mitinhaberin und Geschäftsleitungsmitglied des büros albatros. Sie lebt in Bern.

## Politik
Anna de Quervain war von 2014 bis 2019 Mitglied des Stadtrates (Legislative) von Burgdorf. 2022 wurde sie in den Grossen Rat des Kantons Bern gewählt, wo sie Mitglied der Kommission für Staatspolitik und Aussenbeziehungen ist.
De Quervain ist Vorstandsmitglied des Vereins Museum Schloss Burgdorf, des Mieterinnen- und Mieterverbands des Kantons Bern, des Historikerinnennetzwerks Schweiz, Bern, sowie der Grünen Emmental.